# スタンフォード (カリフォルニア州)
スタンフォード（英: Stanford）は、アメリカ合衆国カリフォルニア州サンタクララ郡北西隅にある国勢調査指定地域（CDP）である。スタンフォード大学の本拠地であり、人口2万1150人（2020年国勢調査）の大半は大学関係者である。キャンパスの一部はパロアルト市に入っている。
スタンフォードはサンノゼの北西25キロメートルに位置している。地名はスタンフォード大学に因んでいる。大学の主要部はCDPの中にあるが、スタンフォード大学医療センター、スタンフォードショッピング センター、およびスタンフォードリサーチパークはパロアルト市内に立地している。大学には大規模な学生寮があり、学生の多くはキャンパス内に居住している。これには、大学院生用、教員用住宅が含まれる。スタンフォードキャンパス、カレッジテラスに隣接する住宅街の通りにはアメリカの著名な大学名が付けられている（ハーバード、コーネル、イェールなど）。

## 地理
スタンフォードは、北緯37度25分21秒、西経122度9分55秒 (37.422590,-122.165413) に位置している。
米国国勢調査局によると、CDP の総面積は2.8平方マイル (7.3km2) で、そのうち2.7平方マイル(7.0 km2) が陸地で、0.045平方マイル(0.12km2) 水地域は(1.64%)。

### 気候
この地域では、月平均気温が77.6°F(25.3°C)を超えることのない暖かく乾燥した夏と、37.7°F(3.2°C)を下回る月平均気温がなく、涼しくて雨の多い冬がある。ケッペンの気候分類システムによると、スタンフォードは温暖な夏の地中海性気候であり、気候図では「Csb」と省略されている。
| スタンフォード(カリフォルニア州)の気候         | スタンフォード(カリフォルニア州)の気候 | スタンフォード(カリフォルニア州)の気候 | スタンフォード(カリフォルニア州)の気候 | スタンフォード(カリフォルニア州)の気候 | スタンフォード(カリフォルニア州)の気候 | スタンフォード(カリフォルニア州)の気候 | スタンフォード(カリフォルニア州)の気候 | スタンフォード(カリフォルニア州)の気候 | スタンフォード(カリフォルニア州)の気候 | スタンフォード(カリフォルニア州)の気候 | スタンフォード(カリフォルニア州)の気候 | スタンフォード(カリフォルニア州)の気候 | スタンフォード(カリフォルニア州)の気候 |
| 月                                             | 1月                                    | 2月                                    | 3月                                    | 4月                                    | 5月                                    | 6月                                    | 7月                                    | 8月                                    | 9月                                    | 10月                                   | 11月                                   | 12月                                   | 年                                     |
| ---------------------------------------------- | -------------------------------------- | -------------------------------------- | -------------------------------------- | -------------------------------------- | -------------------------------------- | -------------------------------------- | -------------------------------------- | -------------------------------------- | -------------------------------------- | -------------------------------------- | -------------------------------------- | -------------------------------------- | -------------------------------------- |
| 最高気温記録 °F （°C）                         | 71 (22)                                | 79 (26)                                | 84 (29)                                | 91 (33)                                | 97 (36)                                | 102 (39)                               | 105 (41)                               | 100 (38)                               | 103 (39)                               | 95 (35)                                | 84 (29)                                | 75 (24)                                | 105 (41)                               |
| 平均最高気温 °F （°C）                         | 55.5 (13.1)                            | 59.8 (15.4)                            | 63.7 (17.6)                            | 67.2 (19.6)                            | 72 (22)                                | 76.1 (24.5)                            | 77.6 (25.3)                            | 76.6 (24.8)                            | 76.7 (24.8)                            | 71.9 (22.2)                            | 64.6 (18.1)                            | 56.8 (13.8)                            | 68.21 (20.1)                           |
| 日平均気温 °F （°C）                           | 46.6 (8.1)                             | 50.2 (10.1)                            | 53.2 (11.8)                            | 56.2 (13.4)                            | 60.1 (15.6)                            | 63.7 (17.6)                            | 65.6 (18.7)                            | 65 (18)                                | 64.1 (17.8)                            | 59.9 (15.5)                            | 53.3 (11.8)                            | 48 (9)                                 | 57.16 (13.95)                          |
| 平均最低気温 °F （°C）                         | 37.7 (3.2)                             | 40.6 (4.8)                             | 42.7 (5.9)                             | 45.1 (7.3)                             | 48.2 (9)                               | 51.3 (10.7)                            | 53.5 (11.9)                            | 53.5 (11.9)                            | 51.5 (10.8)                            | 47.9 (8.8)                             | 42 (6)                                 | 39.2 (4)                               | 46.1 (7.86)                            |
| 最低気温記録 °F （°C）                         | 20 (−7)                                | 25 (−4)                                | 25 (−4)                                | 31 (−1)                                | 36 (2)                                 | 40 (4)                                 | 40 (4)                                 | 44 (7)                                 | 39 (4)                                 | 32 (0)                                 | 26 (−3)                                | 22 (−6)                                | 20 (−7)                                |
| 雨量 inch （mm）                               | 2.7 (69)                               | 2.7 (69)                               | 2.1 (53)                               | 1.1 (28)                               | 0.5 (13)                               | 0.1 (3)                                | 0 (0)                                  | 0 (0)                                  | 0.1 (3)                                | 0.7 (18)                               | 1.6 (41)                               | 3.2 (81)                               | 14.8 (378)                             |
| 平均降雨日数 （≥0.01 in）                      | 10                                     | 10                                     | 8                                      | 5                                      | 3                                      | 1                                      | 0                                      | 0                                      | 1                                      | 3                                      | 6                                      | 10                                     | 57                                     |
| 出典：カリフォルニア州スタンフォードの気候概要 |                                        |                                        |                                        |                                        |                                        |                                        |                                        |                                        |                                        |                                        |                                        |                                        |                                        |

## 人口動勢

### 2010年
2010年の国勢調査では、スタンフォードの人口は13,809人だった。人口密度は1平方マイルあたり4,974.5人 (1,920.7/km 2 ) であり、スタンフォードの人種構成は、白人が7,932人(57.4%)、アフリカ系アメリカ人が651人(4.7%)、ネイティブアメリカンが86人(0.6%)、アジア人が3,777人(27.4%)、太平洋諸島系が263人(1.9%) だった。その他のレース、および 2 つ以上のレースから1,072(7.8%)。あらゆる人種のヒスパニック系またはラテン系の人々は1,439人(10.4%)。
国勢調査では、人口の55.6%が世帯に住んでおり、44.4%が施設化されていないグループクォーターに住んでいると報告されている。
3,913世帯の内、18歳未満の子供がいる世帯は517世帯(13.2%)、異性の夫婦が同居している世帯は1,159世帯(29.6%)、夫のいない女性世帯主がいる世帯は47世帯(1.2%)、 (0.6%) には妻がいない男性の家主がいた。159(4.1%)の未婚の異性のパートナーシップと、15(0.4%)の同性カップルまたはパートナーシップもいた。1,522世帯 (38.9%)が1人で、87世帯 (2.2%)が65歳以上の一人暮らしであり、平均世帯人数は1.96人。1,230家族 (世帯の 31.4%) があった。家族の平均サイズは2.77。
年齢分布は、18歳未満が917人(6.6%)、18歳から24歳が7,914人(57.3%)、25歳から44歳が3,595人(26.0%)、45歳から64歳が762人(5.5%)、 65歳以上は621人(4.5%)。年齢の中央値は 22.6 歳。女性 100 人に対して、男性は 118.3 人である。18 歳以上の女性100人に対して、男性は120.1人。
1平方マイルあたり平均1,440.6の密度で3,999の住宅ユニットがあり、占有されたユニットのうち790（20.2％）が所有者であり、3,123（79.8％）が賃貸されていた。住宅所有者の空室率は0.9%。賃貸の空室率は0.9％。2,022人(人口の 14.6%) が持ち家に住んでおり、5,657人(41.0%)が賃貸住宅に住んでいる。

### 2000年
2000年の国勢調査では、13,314人、3,207世帯、および1,330家族がCDPに住んでいた。人口密度は1平方マイルあたり4,849.8人 (1,872.5/km2) 。1平方マイルあたり1,207.4 (466.2/km 2 ) の平均密度で3,315の住宅ユニットがあった。CDPの人種構成は、白人が60.40%、黒人またはアフリカ系アメリカ人が4.90%、ネイティブアメリカンが0.72%、アジア人が25.57%、太平洋諸島系が0.16%、その他の人種が3.65%、2つ以上の人種が4.60%。人口の8.96%はあらゆる人種のヒスパニック系またはラテン系アメリカ人であった。3,207世帯のうち17.9%に18歳未満の子供が同居しており、38.7%が同居している夫婦、1.8%が夫のいない女性の世帯主、58.5%が非家族であった。単身世帯が23.0％、65歳以上が単身世帯が2.5％。平均世帯人数は2.22人で、平均家族人数は2.73人。
年齢分布は、18歳未満が7.2%、18歳から25歳が58.5%、25歳から45歳が23.7%、45歳から65歳が6.1%、65歳以上が4.4%。年齢の中央値は22歳。女性100人に対して、男性は118.0人。18歳以上の女性100人に対して、男性は119.4人という結果であった。
世帯収入の中央値は41,106ドルで、世帯収入の中央値は88,596ドル。男性の収入の中央値は67,250ドルで、女性は56,991ドル。CDPの1人当たりの収入は22,443ドルであった。家族の約11.1%と人口の21.4%が貧困線以下で、18歳未満の11.6%と65歳以上の1.8%が含まれている。

## 教育
スタンフォードのCDPは、パロアルト統一学区の一部であり、K-12の生徒に教育を提供している。CDP内の学区の2つの学校はエスコンディード小学校（Escondido Elementary School）とルシール・M・ニクソン小学校（Lucille M. Nixon Elementary School）である。
CDP内の幼稚園には、大学の人文科学学部が運営するビングナーサリースクール（Bing Nursery School）と、保護者と教師の協同組合であるChildren's Center for the Stanford Community（CCSC）が含まれる。

## 政府と政治
この地域は民主主義が強く、54%が民主党、15%が共和党に登録している。
カリフォルニア州議会では、スタンフォードは民主党のジョシュ・ベッカーが代表を務める米国上院第13区と、民主党のマーク・バーマンが代表を務める第24議会区に属している。
米国下院では、スタンフォードはカリフォルニア州の第18選挙区にあり、民主党のアンナ・エシューが代表を務めている。